# Klokočí (district de Přerov)
Pour les articles homonymes, voir Klokočí.
Klokočí (en allemand : Klogsdorf) est une commune du district de Přerov, dans la région d'Olomouc, en République tchèque. Sa population s'élevait à 250 habitants en 2020.

## Géographie
Klokočí se trouve à 8 km au nord-est du centre de Lipník nad Bečvou, à 20,5 km au nord-est de Přerov, à 31 km à l'est-sud-est d'Olomouc et à 241 km à l'est-sud-est de Prague.
La commune est limitée par Milenov au nord-ouest, par Hrabůvka au nord, par Hranice à l'est et au sud, et à l'ouest.

## Histoire
La première mention écrite de la localité date de 1371.

## Transports
Klokočí se trouve à 10 km de Lipník nad Bečvou, à 24,5 km de Přerov, à 37 km d'Olomouc et à 299 km de Prague.